# Ohn Thwin
Ohn Thwin (en birman : အုန်းသွင် ), né en 1970 et mort le 24 septembre 2022, est un général de brigade et diplomate birman. Après avoir pris sa retraite de l'armée, il devient ambassadeur de Birmanie au Sri Lanka, au Bangladesh, aux Maldives et en Afrique du Sud. Il est l'un des principaux membres de l'Organisation des anciens combattants de Birmanie (en). Il est diplômé de la 15e promotion de l'Académie des services de défense (en). Il serait le mentor du vice-général principal Soe Win.

## Mort
Le 24 septembre 2022, il est abattu, avec son gendre Ye Tayza, un ancien capitaine de l'armée, par des combattants de la guérilla urbaine anti-régime à Rangoun, devenant ainsi la cible la plus élevée de la junte tuée par des groupes de résistance. Il est accusé de soutenir la junte et d'encourager l'armée à tuer des personnes opposées au coup d'État,. Le conseil militaire annonce en octobre qu'il a arrêté 10 individus responsables de la mort d'Ohn Thwin, et condamne l'assassinat, le qualifiant de « meurtre délibéré d'anciens combattants ».